# Verwaltungsgemeinschaft Fahner Höhe
La communauté d'administration Fahner Höhe (Verwaltungsgemeinschaft Fahner Höhe) réunit cinq communes de l'arrondissement de Gotha en Thuringe Allemagne. Elle a son siège dans la commune de Tonna.

La communauté d'administration Fahner Höhe

La communauté regroupe 7 260 habitants en 2010 pour une superficie de 78,51 km2 (densité : 92 habitants/km2).
Elle est située dans le nord de l'arrondissement, à la limite avec les arrondissements d'Unstrut-Hainich et de Sömmerda au sud-ouest du bassin de Thuringe et au nord des collines de Fahner formant une ligne étroite d'ouest en est, boisée, culminant à 413 m d'altitude, faites de calcaire coquillier.
Communes (population en 2010) : 
- Tonna (2 797) ;
- Dachwig (1 584) ;
- Döllstädt (1 167) ;
- Gierstädt (862) ;
- Großfahner (850).

## Démographie
| 1995  | 2000  | 2005  | 2010  |
| ----- | ----- | ----- | ----- |
| 7 411 | 7 739 | 7 629 | 7 260 |